# Villa Sandino
Villa Sandino,  également connue sous le nom de San Francisco de Chontales, est une municipalité nicaraguayenne de plus de 13 000 habitants située dans le département de Chontales, située à près de 194 kilomètres de Managua, la capitale du Nicaragua. Son nom d'origine était Villa Somoza.

## Histoire
La commune trouve son origine en 1892 dans un ancien hameau (composé de seulement trois maisons) connu sous le nom de Pueblo viejo .
Elle a été créée en tant que municipalité sous le nom de Villa Somoza par décret pris le 27 août 1942. Cependant en 1979, après le triomphe de la révolution populaire sandiniste (Revolución Popular Sandinista), ses habitants décidèrent de changer le nom en Villa Sandino, en hommage à Augusto Sandino, leader de la guérilla nicaraguayenne assassiné en 1934 par la Garde nationale commandée par Anastasio Somoza García, sur ordre de l'ambassadeur américain Arthur Bliss Lane.
Dans le but de ne pas continuer à imposer des noms ayant des liens politiques, le 19 août 1992, les autorités de l'époque ont décidé de l'appeler "San Francisco de Chontales" en l'honneur du père missionnaire montfortain Francisco Setzer (1911-2000) qui avait promu la réalisation de nombreux travaux sociaux et d'infrastructures dans les municipalités du département de Chontales.